# Labor (Einheit)
Der Labor war ein spanisch-kastilisches Flächenmaß in Mexiko. Das Maß war für Ackerland vorbehalten. Weideland wurde nach dem Sitio (Sitio de Ganado Mayor) gerechnet, der 5000 mal 5000 Varas (25 Millionen Quadrat-Varas) groß war, was je Seite 1 Legua, einer Meile, entsprach. 
- 1 Quadrat–Legua = 1798 ⅓ Hektar, entspricht 25 Labore.[1]
- 1 Labor = 1000 Varas x 1000 Varas = 1 Million Quadrat-Varas = 70,0487 Hektar = 71,93 Hektar[2] = 71,85985 Hektar[3]